# Yezoceryx townesi
Yezoceryx townesi är en stekelart som beskrevs av Chiu 1971. Yezoceryx townesi ingår i släktet Yezoceryx och familjen brokparasitsteklar. Inga underarter finns listade i Catalogue of Life.